# کاوازاکی زد۱۳۰۰
کاوازاکی زد۱۳۰۰ (به انگلیسی: Kawasaki Z1300) یک موتور سیکلت ژاپنی بود با انجین ۱۳۰۰ سی‌سی شش سیلندر که بین سال‌های ۱۹۷۹ تا ۱۹۸۹ میلادی توسط کمپانی کاوازاکی تولید می‌شد.

## مدل زد۲۳۰۰ (۱۲سیلندر)
در سال ۲۰۰۸، مهندس انگلیسی و سازنده موتورسیکلت، آلن میلیارد با پیوستن دو موتور Z1300 بهم در پیکربندی ۱۲ سیلندر، نسخه ۲۳۰۰ سی سی یکبار مصرف Z1300 را ساخت.